# Pintor de la Acrópolis 606

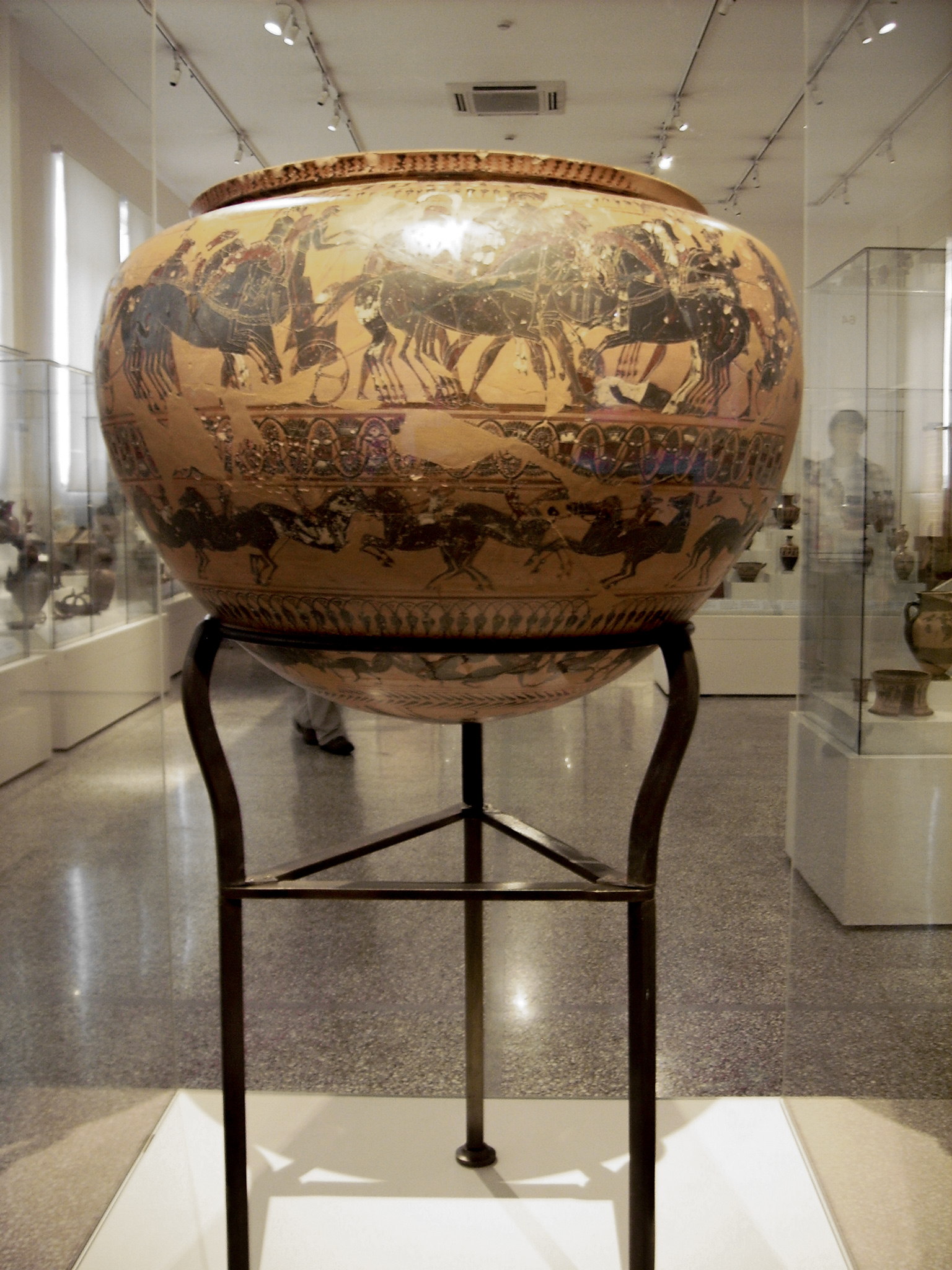
Dinos de la Acrópolis 606. Dinos ateniense de figuras negras, 570-560 a. C. Museo Arqueológico Nacional de Atenas 15116 (Acropolis Coll.: 1.606)

El Pintor de la Acrópolis 606 es el nombre convenido asignado a un ceramógrafo ático activo en Atenas de 570 a 560 a. C. (segundo cuarto del siglo VI a. C.), durante el periodo de la cerámica de figuras negras. De este ceramógrafo, como de otros de la Grecia arcaica, no se conocen obras firmadas y la atribución se efectúa solo en base al estilo; el vaso epónimo es un dinos dedicado hallado en la Acrópolis de Atenas y conservado en el Museo Arqueológico Nacional de Atenas, proveniente de la colección de la Acrópolis, con el número de inventario 606. 
Contemporáneo de Clitias, revela un estilo monumental muy cercano al del Pintor de la Gorgona, del cual fue alumno probablemente. Se le han atribuido vasos grandes como dinoi, cráteras y ánforas. Pintaba sobre todo escenas complejas con muchas figuras superpuestas o escenas con grandes figuras individuales. 
La gran composición que ocupa la parte superior del cuerpo de su dinos epónimo se caracteriza por una severidad que proviene en parte de la forma sólida de la figura y en parte de sus acciones. Con todo el blanco y el púrpura añadidos, este dinos resulta bastante oscuro, como el ánfora conservada en Berlín, otra obra maestra. El estilo del Pintor de la Acrópolis 606, con su severidad deliberada y falta de énfasis conduce (en oposición a la influencia miniaturista de Clitias) a la grandeza de Exequias.

## Obras atribuidas
El Dinos del la Acrópolis 606  se distingue por la grandeza y animada vehemencia de las escenas de batalla. También es notable el intento, no repetido más adelante, de cambiar las normas vigentes en los frisos de animales, que se limita al grupo de lucha y a la disposición estática de las figuras, insertando figuras de animales libremente superpuestas. 
Las ánforas de Berlín, y de Tubinga, son ejemplos de este ceramógrafo aplicados a una producción más austera e igual de extendida en el siglo VI a. C., un tipo de ánfora pintada de negro con las únicas figuras que posee situadas en los frisos reservados para ellas en ambos lados del vaso. A menudo hay, como único elemento secundario, motivos florales en la parte superior de los frisos y rayos en el pie del ánfora. Las figuras de los frisos son generalmente cabezas de caballo o jinetes. Al igual que otras ánforas de este tipo, el ánfora sobria de Berlín, más grande que la conservada en Tubinga, pudo haber sido destinada a urna funeraria.
También se le atribuye un fragmento con la figura de un guerrero encontrado en Teodosia, Crimea que parece ser el descubrimiento más antiguo de un floreciente comercio establecido, a partir del siglo VI a. C., en el sur de Rusia.
Otras obras atribuidas al Pintor de la Acrópolis 606 son los fragmentos de las cráteras en Atenas (633 Acr. y. Acr 625), y el ánfora que se conservan en Ginebra, en el Musée d'art et d'histoire (MF153).